# Harold Stephen Black
Harold Stephen Black (14/4/1898 – 11/12/1983) là một kỹ sư điện người Mỹ, người đã cách mạng hóa lĩnh vực điện tử ứng dụng bằng phát minh bộ khuếch đại phản hồi âm vào năm 1927. Đối với vài người, phát minh này được xem là đột phá quan trọng nhất của thế kỷ 20 trong lĩnh vực điện tử, bởi vì nó có phạm vi ứng dụng rất lớn. Do là tất cả các thiết bị điện tử (ống chân không, tránsistor lưỡng cực, tránsistor MÓS) vốn ban đầu là các linh kiện phi tuyến, nhưng với việc ứng dụng phản hồi âm, chúng trở nên căn bản là tuyến tính. Phản hồi âm hoạt động dựa trên việc giảm độ lợi để có được độ tuyến tính cao hơn (nói cách khác là giảm nhiễu hoặc giảm méo tín hiệu). Bằng cách hy sinh độ lợi, nó cũng có thêm một hiệu ứng phụ đó là tăng băng thông của bộ khuếch đại. Tuy nhiên một bộ khuếch đại phản hồi âm có thể bị bất ổn định và trở nên dao động. Khi vấn đề ổn định được giải quyết, bộ khuếch đại phản hồi âm trở nên vô cùng hữu dụng trong các lĩnh vực điện tử. Black xuất bản một bài viết nổi tiếng, Các bộ khuếch đại phản hồi được ổn định hóa, vào năm 1934.

## Tiểu sử
Ông được sinh ra tại Leominster, Massachusetts vào năm 1898. Ông lấy tấm bằng đầu tiên tại Worcester Polytechnic Institute (WPI). Sau đó, ông lấy bằng B.S.S. in Electrical Engineering tại WPI vào năm 1921 và gia nhập Western Electric, là nhánh chế tạo của AT&T. Ông gia nhập Bell Labs (1925), nơi ông là một thành viên của nhóm kỹ thuật cho đến khi về hưu (1963).
Black bắt đầu viết tự truyện của mình với tựa đề "Trước khi phà cập bến". Tuy nhiên, ông mất vào tháng 12/1983 ở tuổi 85 trước khi kịp hoàn thành tác phẩm đó.

## Sự nghiệp
Các bộ khuếch địa không thể tránh được vấn đề phi tuyến. Do đó, luôn luôn một tín hiệu được khuếch đại trong một mạng viễn thông, có thể xảy ra hàng chục lần nhiễu và méo dạng trong một mạch điện. Black đầu tiên phát minh ra bộ khuếch đại phần hồi để so sánh các tín hiệu đầu vào và đầu ra và sau đó khuếch đại âm các biến dạng và kết hợp hai tín hiệu lại, làm mất đi một số các biến dạng. Thiết kế bộ khuếch đại này đã được cải thiện, nhưng không giải quyết hết những vấn đề của viễn thông xuyên lục địa.
Sau nhiều năm làm việc Black phát minh ra bộ khuếch đại phản hồi âm trong đó sử dụng phản hồi âm để giảm độ lợi của độ lợi cao, bộ khuếch đại phi tuyến và làm cho nó hoạt động như một bộ khuếch đại có độ lợi thấp, tuyến tính, giảm được nhiều nhiễu và biến dạng tín hiệu. Bộ khuếch đại phản hồi âm cho phép hệ thống Bell giảm tình trạng quá tải của đường dây và mở rộng mạng lưới đường dài của nó bằng điện thoại. Nó cho phép thiết kế các hệ thống điều khiển đạn đạo chính xác trong Thế Chiến thứ II, và tạo thành cơ sở của các bộ khuếch đại thuật toán thời kỳ đầu, cũng như các bộ dao động âm thanh chính xác, tần số thay được.
Theo Black, ông lấy cảm hứng để phát minh ra bộ khuếch đại phản hồi âm khi ông đi từ New Jersey tới New York City bằng phà qua Sông Hudson vào tháng 8 năm 1927. Không có gì để ghi lại, ông đã viết lên một trang in sai của tờ New York Times và sau đó ký và ghi lại ngày tháng. Vào thời đó, trụ sở của phòng thí nghiệm Bell tọa lạc tại 463 West Street, Manhattan, New York City chứ không phải ở New Jersey và ông đã sống tại New Jersey do đó ông phải bắt phà mỗi sáng để đi làm.
Năm mươi năm sau phát minh vào năm 1927 của mình, ông viết một bài báo trên IEEE Spectrum nói về bối cảnh ra đời của phát minh của mình. Ông viết một bài báo kinh điển về bộ khuếch đại phản hồi âm vào năm 1934, sau đó đã được in lại trong kỷ yếu của IEEE 2 lần vào năm 1984 và năm 1999 Trong bài báo kinh điển năm 1934 của ông "Stabilized feed-back amplifiers" (Các bộ khuếch đại phản hồi được ổn định hóa), ông có nhắc đến các công trình của Harry Nyquist về tiêu chuẩn ổn định bởi vì một bộ khuếch đại phản hồi âm có thể trở nên bất ổn định và dao động. Do đó, với sự trợ giúp từ lý thuyết của Nyquist, ông đã chứng minh được một bộ khuếch đại phản hồi âm ổn định có thể trở thành thực tế. Bernard Friedland trong một bài giới thiệu cho bản in lại năm 1999 trong kỷ yếu của IEEE. James E. Brittain viết về ông trong năm 1997. Một cáo phó về Black được đăng trên IEEE Transactions on Automatic Control vào năm 1984.
Ông cũng làm việc trong lĩnh vực điều chế mã xung và viết một quyển sách với tựa đề "Modulation Theory" (Lý thuyết điều chế) (Van Nostrand, 1953). Ông nắm nhiều bằng phát minh, nổi tiếng nhất trong đó là Bằng phát minh của Mỹ 2,102,671 "Wave Translation System", được cấp cho phòng thí nghiệm Bell vào năm 1937, bao gồm bộ khuếch đại phản hồi âm.

## Giải thưởng
- National Inventors Hall of Fame inductee number 25, 1981[10]
- Robert H. Goddard Award from WPI 1981
- AIEE Lamme Medal 1958[11]
- D. Eng. degree (honorary) from WPI 1955
- Research Corporation Scientific Award 1952
- John H. Potts Memorial Award of the Audio Engineering Society
- John Price Wetherill Award of the Franklin Institute
- Certificate of Appreciation from the US War Department.
- WPI gives away the annual Harold S. Black Scholarship (1992-)